# Polska w pucharze świata w chodzie sportowym
Polska w pucharze świata w chodzie sportowym – wyniki reprezentantów Polski podczas zawodów pucharu świata w chodzie sportowym.
Reprezentanci Polski po raz pierwszy wystąpili w finale Pucharu Świata w 1973. Od tej pory tylko raz zabrakło ich w tej imprezie (w 1975 odpadli w rundzie kwalifikacyjnej).

## Rezultaty reprezentantów Polski

### Puchar Świata w Chodzie Sportowym 1961(Lugano)
Polacy nie startowali.

### Puchar Świata w Chodzie Sportowym 1963(Varese)
Polacy nie startowali.

### Puchar Świata w Chodzie Sportowym 1965(Pescara)
Polacy nie startowali.

### Puchar Świata w Chodzie Sportowym 1967(Bad Saarow)
Polacy nie startowali.

### Puchar Świata w Chodzie Sportowym 1970(Eschborn)
Polacy nie startowali.

### Puchar Świata w Chodzie Sportowym 1973(Lugano)
Drużynowo: 7. miejsce (52 punkty)
| Konkurencja   | Zawodnik           | Pozycja | Wynik   |
| ------------- | ------------------ | ------- | ------- |
| chód na 20 km | Feliks Śliwiński   | 17.     | 1:34:45 |
| chód na 20 km | Jan Ornoch         | 19.     | 1:35:13 |
| chód na 20 km | Mieczysław Górski  | 22.     | 1:36:04 |
| chód na 20 km | Jan Raszka         | 25.     | 1:38:25 |
| chód na 50 km | Henryk Wypich      | 21.     | 4:25:07 |
| chód na 50 km | Stanisław Korneluk | 26.     | 4:32:28 |
| chód na 50 km | Stanisław Chwiej   | 31.     | 4:39:06 |
| chód na 50 km | Marek Kasprzyk     | DNF.    |         |

### Puchar Świata w Chodzie Sportowym 1975(Le Grand-Quevilly)
Polacy nie zakwalifikowali się do finału, zajmując 3. miejsce podczas zawodów eliminacyjnych w Odense (do finału wchodziły pierwsze dwie drużyny).

### Puchar Świata w Chodzie Sportowym 1977(Milton Keynes)
Drużynowo: 5. miejsce (112 punktów)
| Konkurencja   | Zawodnik               | Pozycja | Wynik   |
| ------------- | ---------------------- | ------- | ------- |
| chód na 20 km | Jarosław Kaźmierski    | 16.     | 1:30:39 |
| chód na 20 km | Jan Ornoch             | 19.     | 1:31:09 |
| chód na 20 km | Zbigniew Gosławski     | 21.     | 1:31:30 |
| chód na 20 km | Mieczysław Górski      | 23.     | 1:31:33 |
| chód na 50 km | Bohdan Bułakowski      | 11.     | 4:18:05 |
| chód na 50 km | Feliks Śliwiński       | 18.     | 4:24:05 |
| chód na 50 km | Bogusław Kmiecik       | 32.     | 4:29:15 |
| chód na 50 km | Franciszek Ustarbowski | 35.     | 4:36:39 |

### Puchar Świata w Chodzie Sportowym 1979(Eschborn)

#### Kobiety
Polki nie startowały.

#### Mężczyźni
Drużynowo: 6. miejsce (127 punktów)
| Konkurencja   | Zawodnik            | Pozycja | Wynik   |
| ------------- | ------------------- | ------- | ------- |
| chód na 20 km | Bohdan Bułakowski   | 13.     | 1:23:01 |
| chód na 20 km | Jan Ornoch          | 19.     | 1:31:09 |
| chód na 20 km | Jarosław Kaźmierski | 24.     | 1:25:17 |
| chód na 20 km | Zbigniew Gosławski  | 33.     | 1:29:24 |
| chód na 50 km | Feliks Śliwiński    | 18.     | 3:59:19 |
| chód na 50 km | Stanisław Rola      | 26.     | 4:03:29 |
| chód na 50 km | Bogusław Duda       | DNF     |         |
| chód na 50 km | Stanisław Korneluk  | DNF     |         |

### Puchar Świata w Chodzie Sportowym 1981(Walencja)

#### Kobiety
Polki nie startowały.

#### Mężczyźni
Drużynowo: 6. miejsce (150 punktów)
| Konkurencja   | Zawodnik            | Pozycja | Wynik   |
| ------------- | ------------------- | ------- | ------- |
| chód na 20 km | Stanisław Rola      | 15.     | 1:29:37 |
| chód na 20 km | Zdzisław Szlapkin   | 26.     | 1:31:29 |
| chód na 20 km | Bogusław Duda       | 27.     | 1:31:24 |
| chód na 20 km | Jarosław Kaźmierski | 36.     | 1:34:18 |
| chód na 50 km | Bohdan Bułakowski   | 15.     | 4:15:13 |
| chód na 50 km | Krzysztof Drajski   | 23.     | 4:25:10 |
| chód na 50 km | Jan Pilczuk         | 24.     | 4:26:28 |
| chód na 50 km | Stanisław Korneluk  | 39.     | 4:47:27 |

### Puchar Świata w Chodzie Sportowym 1983(Bergen)

#### Kobiety
Drużynowo: 12. miejsce (44 punkty)
| Konkurencja   | Zawodniczka          | Pozycja | Wynik |
| ------------- | -------------------- | ------- | ----- |
| chód na 10 km | Kazimiera Mróz       | 35.     | 51:10 |
| chód na 10 km | Beata Bączyk         | 41.     | 51:52 |
| chód na 10 km | Katarzyna Figurowska | 43.     | 52:05 |
| chód na 10 km | Lucyna Rokitowska    | 47.     | 52:36 |

#### Mężczyźni
Drużynowo: 8. miejsce (126 punktów)
| Konkurencja   | Zawodnik            | Pozycja | Wynik   |
| ------------- | ------------------- | ------- | ------- |
| chód na 20 km | Stanisław Rola      | 13.     | 1:24:39 |
| chód na 20 km | Jarosław Kaźmierski | 36.     | 1:29:33 |
| chód na 20 km | Zdzisław Szlapkin   | 39.     | 1:29:56 |
| chód na 20 km | Zbigniew Wiśniowski | 44.     | 1:32:00 |
| chód na 50 km | Jan Kłos            | 11.     | 4:05:25 |
| chód na 50 km | Adam Urbanowski     | 21.     | 4:11:37 |
| chód na 50 km | Grzegorz Ledzion    | 26.     | 4:16:37 |
| chód na 50 km | Stanisław Korneluk  | 35.     | 4:29:55 |

### Puchar Świata w Chodzie Sportowym 1985(St. John’s)

#### Kobiety
Polki nie zakwalifikowały się do finału, zajmując 3. miejsce podczas zawodów eliminacyjnych w Saint-Aubin-lès-Elbeuf (do finału wchodziły pierwsze dwie drużyny).

#### Mężczyźni
Drużynowo: 6. miejsce (154 punkty)
| Konkurencja   | Zawodnik            | Pozycja | Wynik   |
| ------------- | ------------------- | ------- | ------- |
| chód na 20 km | Jacek Herok         | 16.     | 1:26:41 |
| chód na 20 km | Jan Kłos            | 19.     | 1:27:10 |
| chód na 20 km | Jacek Bednarek      | 22.     | 1:28:10 |
| chód na 20 km | Zdzisław Szlapkin   | 24.     | 1:28:45 |
| chód na 50 km | Grzegorz Ledzion    | 12.     | 4:08:07 |
| chód na 50 km | Zbigniew Wiśniowski | 24.     | 4:17:43 |
| chód na 50 km | Zbigniew Sadlej     | 35.     | 4:35:52 |
| chód na 50 km | Bohdan Bułakowski   | DNF     |         |

### Puchar Świata w Chodzie Sportowym 1987(Nowy Jork)

#### Kobiety
Polki nie startowały.)

#### Mężczyźni
Drużynowo: 18. miejsce (323 punkty)
| Konkurencja   | Zawodnik            | Pozycja | Wynik   |
| ------------- | ------------------- | ------- | ------- |
| chód na 20 km | Zdzisław Szlapkin   | 25.     | 1:24:23 |
| chód na 20 km | Jan Kłos            | 29.     | 1:25:02 |
| chód na 20 km | Jacek Bednarek      | 41.     | 1:26:20 |
| chód na 20 km | Zbigniew Sadlej     | 46.     | 1:27:04 |
| chód na 50 km | Grzegorz Ledzion    | 13.     | 3:54:28 |
| chód na 50 km | Bohdan Bułakowski   | DNF     |         |
| chód na 50 km | Zbigniew Wiśniowski | DNF     |         |
| chód na 50 km | Jerzy Wróblewicz    | DNF     |         |

### Puchar Świata w Chodzie Sportowym 1989(L’Hospitalet)

#### Kobiety
Drużynowo: 14. miejsce (122 punkty)
| Konkurencja   | Zawodniczka      | Pozycja | Wynik |
| ------------- | ---------------- | ------- | ----- |
| chód na 10 km | Kazimiera Mosio  | 45.     | 48:19 |
| chód na 10 km | Jolanta Frysztak | 47.     | 48:32 |
| chód na 10 km | Ewa Musur        | 59.     | 50:06 |

#### Mężczyźni
Drużynowo: 7. miejsce (444 punkty)
| Konkurencja   | Zawodnik            | Pozycja | Wynik   |
| ------------- | ------------------- | ------- | ------- |
| chód na 20 km | Zbigniew Sadlej     | 30.     | 1:25:51 |
| chód na 20 km | Zdzisław Szlapkin   | 36.     | 1:26:13 |
| chód na 20 km | Robert Korzeniowski | 40.     | 1:26:33 |
| chód na 20 km | Janusz Goławski     | 50.     | 1:28:22 |
| chód na 50 km | Jacek Bednarek      | 21.     | 4:00:43 |
| chód na 50 km | Grzegorz Ledzion    | 22.     | 4:02:11 |
| chód na 50 km | Jacek Herok         | 29.     | 4:05:18 |
| chód na 50 km | Adam Urbanowski     | 33.     | 4:07:28 |
| chód na 50 km | Janusz Goławski     | DNF     |         |

### Puchar Świata w Chodzie Sportowym 1991(San Jose)

#### Kobiety
Polki nie startowały.

#### Mężczyźni
Drużynowo: 8. miejsce (398 punktów)
| Konkurencja   | Zawodnik            | Pozycja | Wynik   |
| ------------- | ------------------- | ------- | ------- |
| chód na 20 km | Robert Korzeniowski | 7.      | 1:21:19 |
| chód na 20 km | Zbigniew Sadlej     | 32.     | 1:24:55 |
| chód na 20 km | Sławomir Cielica    | 33.     | 1:24:57 |
| chód na 20 km | Krzysztof Richter   | 45.     | 1:26:13 |
| chód na 50 km | Jacek Bednarek      | 22.     | 4:03:31 |
| chód na 50 km | Grzegorz Ledzion    | 35.     | 4:11:43 |
| chód na 50 km | Janusz Goławski     | 52.     | 4:25:25 |

### Puchar Świata w Chodzie Sportowym 1993(Monterrey)

#### Kobiety
Drużynowo: 19. miejsce (78 punktów)
| Konkurencja   | Zawodniczka      | Pozycja | Wynik |
| ------------- | ---------------- | ------- | ----- |
| chód na 10 km | Beata Kaczmarska | 17.     | 47:54 |
| chód na 10 km | Beata Janaszek   | 60.     | 52:43 |
| chód na 10 km | Katarzyna Radtke | DQ      |       |

#### Mężczyźni
Drużynowo: 5. miejsce (452 punkty)

Drużynowo 20 km: 4. miejsce (229 punktów)

Drużynowo 50 km: 6. miejsce (223 punkty)
| Konkurencja   | Zawodnik            | Pozycja | Wynik   |
| ------------- | ------------------- | ------- | ------- |
| chód na 20 km | Robert Korzeniowski | 4.      | 1:24:47 |
| chód na 20 km | Jacek Müller        | 18.     | 1:28:06 |
| chód na 20 km | Zbigniew Sadlej     | 33.     | 1:30:24 |
| chód na 20 km | Janusz Goławski     | 35.     | 1:30:49 |
| chód na 20 km | Grzegorz Müller     | 48.     | 1:32:26 |
| chód na 50 km | Tomasz Lipiec       | 13.     | 4:03:09 |
| chód na 50 km | Jan Kłos            | 31.     | 4:13:05 |
| chód na 50 km | Jan Holender        | 32.     | 4:13:19 |
| chód na 50 km | Jacek Bednarek      | DNF     |         |

### Puchar Świata w Chodzie Sportowym 1995(Pekin)

#### Kobiety
Drużynowo: 11. miejsce (342 punkty)
| Konkurencja   | Zawodniczka      | Pozycja | Wynik |
| ------------- | ---------------- | ------- | ----- |
| chód na 10 km | Katarzyna Radtke | 10.     | 44:07 |
| chód na 10 km | Marta Żukowska   | 42.     | 46:38 |
| chód na 10 km | Beata Ornoch     | 79.     | 50:45 |

#### Mężczyźni
Drużynowo: 24. miejsce (392 punkty)

Drużynowo 20 km: 5. miejsce (392 punkty)

Drużynowo 50 km: Polacy nie startowali
| Konkurencja   | Zawodnik            | Pozycja | Wynik   |
| ------------- | ------------------- | ------- | ------- |
| chód na 20 km | Robert Korzeniowski | 9.      | 1:21:28 |
| chód na 20 km | Jacek Müller        | 14.     | 1:23:00 |
| chód na 20 km | Mariusz Ornoch      | 41.     | 1:26:10 |

### Puchar Świata w Chodzie Sportowym 1997(Podiebrady)

#### Kobiety
Drużynowo: 22. miejsce (247 punktów)
| Konkurencja   | Zawodniczka    | Pozycja | Wynik |
| ------------- | -------------- | ------- | ----- |
| chód na 10 km | Bożena Górecka | 81.     | 49:06 |
| chód na 10 km | Aleksandra Kot | 87.     | 49:37 |
| chód na 10 km | Monika Bańka   | 99.     | 50:56 |

#### Mężczyźni
Drużynowo: 9. miejsce (687 punktów)

Drużynowo 20 km: 16. miejsce (310 punktów)

Drużynowo 50 km: 8. miejsce (377 punktów)
| Konkurencja   | Zawodnik            | Pozycja | Wynik   |
| ------------- | ------------------- | ------- | ------- |
| chód na 20 km | Mariusz Ornoch      | 32.     | 1:21:33 |
| chód na 20 km | Roman Magdziarczyk  | 54.     | 1:24:01 |
| chód na 20 km | Grzegorz Sudoł      | 71.     | 1:25:27 |
| chód na 20 km | Konrad Morawczyński | DNF     |         |
| chód na 50 km | Tomasz Lipiec       | 5.      | 3:41:58 |
| chód na 50 km | Jan Holender        | 17.     | 3:52:48 |
| chód na 50 km | Stanisław Stosik    | 61.     | 4:13:07 |
| chód na 50 km | Jacek Müller        | DQ      |         |

### Puchar Świata w Chodzie Sportowym 1999(Mézidon-Canon)

#### Kobiety
Drużynowo: Nie sklasyfikowane (startowały tylko 2 zawodniczki)
| Konkurencja   | Zawodniczka      | Pozycja | Wynik   |
| ------------- | ---------------- | ------- | ------- |
| chód na 20 km | Katarzyna Radtke | 14.     | 1:31:26 |
| chód na 20 km | Bożena Górecka   | 78.     | 1:44:26 |

#### Mężczyźni
Drużynowo 20 km: 7. miejsce (76 punktów)

Drużynowo 50 km: 5. miejsce (59 punktów)
| Konkurencja   | Zawodnik            | Pozycja | Wynik   |
| ------------- | ------------------- | ------- | ------- |
| chód na 20 km | Robert Korzeniowski | 4.      | 1:20:52 |
| chód na 20 km | Mariusz Ornoch      | 32.     | 1:26:51 |
| chód na 20 km | Grzegorz Sudoł      | 40.     | 1:27:54 |
| chód na 20 km | Grzegorz Müller     | 56.     | 1:30:18 |
| chód na 20 km | Jacek Müller        | 65.     | 1:31:02 |
| chód na 50 km | Tomasz Lipiec       | 2.      | 3:40:08 |
| chód na 50 km | Roman Magdziarczyk  | 24.     | 3:51:20 |
| chód na 50 km | Stanisław Stosik    | 33.     | 3:53:55 |
| chód na 50 km | Jan Holender        | 35.     | 3:54:36 |

### Puchar Świata w Chodzie Sportowym 2002(Turyn)

#### Kobiety
Drużynowo: 13. miejsce (168 punktów)
| Konkurencja   | Zawodniczka         | Pozycja | Wynik   |
| ------------- | ------------------- | ------- | ------- |
| chód na 20 km | Sylwia Korzeniowska | 42.     | 1:39:18 |
| chód na 20 km | Anna Szumny         | 58.     | 1:43:45 |
| chód na 20 km | Agnieszka Olesz     | 68.     | 1:46:53 |
| chód na 20 km | Joanna Baj          | DNF     |         |

#### Mężczyźni
Drużynowo 20 km: 7. miejsce (76 punktów)

Drużynowo 50 km: 5. miejsce (59 punktów)
| Konkurencja   | Zawodnik           | Pozycja | Wynik   |
| ------------- | ------------------ | ------- | ------- |
| chód na 20 km | Kamil Kalka        | 33.     | 1:29:05 |
| chód na 20 km | Benjamin Kuciński  | 42.     | 1:29:58 |
| chód na 20 km | Rafał Dyś          | 72.     | 1:38:50 |
| chód na 20 km | Grzegorz Sudoł     | DNF     |         |
| chód na 50 km | Tomasz Lipiec      | 3.      | 3:45:37 |
| chód na 50 km | Roman Magdziarczyk | 12.     | 3:55:26 |

### Puchar Świata w Chodzie Sportowym 2004(Naumburg)

#### Kobiety
Drużynowo 10 km juniorki: 2. miejsce (16 punktów)

Drużynowo 20 km: Nie sklasyfikowane (startowała tylko 1 zawodniczka)
| Konkurencja          | Zawodniczka         | Pozycja | Wynik   |
| -------------------- | ------------------- | ------- | ------- |
| chód na 10 km (jun.) | Agnieszka Dygacz    | 6.      | 49:15   |
| chód na 10 km (jun.) | Beata Bodzioch      | 10.     | 49:47   |
| chód na 20 km        | Sylwia Korzeniowska | 24.     | 1:31:30 |

#### Mężczyźni
Drużynowo 10 km juniorzy: Polacy nie startowali

Drużynowo 20 km: 6. miejsce (51 punktów)

Drużynowo 50 km: Nie sklasyfikowani (tylko 2 zawodników ukończyło konkurencję)
| Konkurencja   | Zawodnik            | Pozycja | Wynik   |
| ------------- | ------------------- | ------- | ------- |
| chód na 20 km | Robert Korzeniowski | 2.      | 1:19:02 |
| chód na 20 km | Benjamin Kuciński   | 21.     | 1:22:04 |
| chód na 20 km | Roman Magdziarczyk  | 28.     | 1:22:59 |
| chód na 20 km | Grzegorz Sudoł      | 49.     | 1:26:12 |
| chód na 20 km | Rafał Dyś           | 65.     | 1:28:50 |
| chód na 50 km | Rafał Fedaczyński   | 23.     | 4:05:10 |
| chód na 50 km | Kamil Kalka         | 24.     | 4:06:09 |
| chód na 50 km | Rafał Augustyn      | DNF     |         |
| chód na 50 km | Maciej Rosiewicz    | DNF     |         |

### Puchar Świata w Chodzie Sportowym 2006(La Coruña)

#### Kobiety
Drużynowo 10 km juniorki: 4. miejsce (16 punktów)

Drużynowo 20 km: Nie sklasyfikowane (startowała tylko 1 zawodniczka)
| Konkurencja          | Zawodniczka         | Pozycja | Wynik   |
| -------------------- | ------------------- | ------- | ------- |
| chód na 10 km (jun.) | Anna Mielcarek      | 7.      | 48:49   |
| chód na 10 km (jun.) | Katarzyna Golba     | 9.      | 49:25   |
| chód na 20 km        | Sylwia Korzeniowska | 15.     | 1:31:16 |

#### Mężczyźni
Drużynowo 10 km juniorzy: 7. miejsce (43 punkty)

Drużynowo 20 km: 12. miejsce (142 punkty)

Drużynowo 50 km: 2. miejsce (38 punktów)
| Konkurencja          | Zawodnik           | Pozycja | Wynik   |
| -------------------- | ------------------ | ------- | ------- |
| chód na 10 km (jun.) | Rafał Sikora       | 13.     | 44:01   |
| chód na 10 km (jun.) | Maciej Kubiak      | 30.     | 45:28   |
| chód na 20 km        | Rafał Augustyn     | 26.     | 1:23:16 |
| chód na 20 km        | Grzegorz Sudoł     | 33.     | 1:24:50 |
| chód na 20 km        | Jakub Jelonek      | 83.     | 1:36:27 |
| chód na 20 km        | Rafał Dyś          | DNF     |         |
| chód na 50 km        | Roman Magdziarczyk | 3.      | 3:45:47 |
| chód na 50 km        | Kamil Kalka        | 14.     | 3:54:44 |
| chód na 50 km        | Rafał Fedaczyński  | 19.     | 3:57:24 |
| chód na 50 km        | Michał Jarosz      | 25.     | 3:59:19 |

### Puchar Świata w Chodzie Sportowym 2008(Czeboksary)

#### Kobiety
Drużynowo 10 km juniorki: 12. miejsce (62 punkty)

Drużynowo 20 km: 12. miejsce (154 punkty)
| Konkurencja          | Zawodniczka         | Pozycja | Wynik   |
| -------------------- | ------------------- | ------- | ------- |
| chód na 10 km (jun.) | Anna Mielcarek      | 29.     | 50:15   |
| chód na 10 km (jun.) | Katarzyna Golba     | 33.     | 51:13   |
| chód na 10 km (jun.) | Joanna Koszałko     | 40.     | 52:23   |
| chód na 20 km        | Agnieszka Dygacz    | 29.     | 1:34:27 |
| chód na 20 km        | Paulina Buziak      | 49.     | 1:39:01 |
| chód na 20 km        | Lucyna Chruściel    | 76.     | 1:49:51 |
| chód na 20 km        | Sylwia Korzeniowska | DNF     |         |

#### Mężczyźni
Drużynowo 10 km juniorzy: 9. miejsce (47 punktów)

Drużynowo 20 km: 12. miejsce (141 punktów)

Drużynowo 50 km: Nie sklasyfikowani (startował tylko 1 zawodnik)
| Konkurencja          | Zawodnik          | Pozycja | Wynik   |
| -------------------- | ----------------- | ------- | ------- |
| chód na 10 km (jun.) | Wojciech Halman   | 23.     | 43:32   |
| chód na 10 km (jun.) | Patryk Rogowski   | 24.     | 43:42   |
| chód na 10 km (jun.) | Tomasz Wiater     | 30.     | 44:10   |
| chód na 20 km        | Jakub Jelonek     | 40.     | 1:24:26 |
| chód na 20 km        | Rafał Fedaczyński | 46.     | 1:25:13 |
| chód na 20 km        | Rafał Augustyn    | 55.     | 1:25:45 |
| chód na 20 km        | Artur Brzozowski  | 73.     | 1:28:59 |
| chód na 20 km        | Grzegorz Sudoł    | DNF     |         |
| chód na 50 km        | Rafał Sikora      | 27.     | 3:59:27 |

### Puchar Świata w Chodzie Sportowym 2010(Chihuahua)

#### Kobiety
Drużynowo 10 km juniorki: 9. miejsce (54 punkty)

Drużynowo 20 km: 8. miejsce (110 punktów)
| Konkurencja          | Zawodniczka            | Pozycja | Wynik   |
| -------------------- | ---------------------- | ------- | ------- |
| chód na 10 km (jun.) | Magdalena Jasińska     | 26.     | 54:59   |
| chód na 10 km (jun.) | Katarzyna Korzeniowska | 28.     | 56:32   |
| chód na 20 km        | Katarzyna Kwoka        | 21.     | 1:39:28 |
| chód na 20 km        | Agnieszka Dygacz       | 39.     | 1:45:24 |
| chód na 20 km        | Agnieszka Szwarnóg     | 50.     | 1:51:51 |

#### Mężczyźni
Drużynowo 10 km juniorzy: 8. miejsce (38 punktów)

Drużynowo 20 km: 6. miejsce (66 punktów)

Drużynowo 50 km: Nie sklasyfikowani (startował tylko 1 zawodnik)
| Konkurencja          | Zawodnik              | Pozycja | Wynik   |
| -------------------- | --------------------- | ------- | ------- |
| chód na 10 km (jun.) | Mieczysław Romanowski | 16.     | 47:29   |
| chód na 10 km (jun.) | Andrzej Łobaczewski   | 22.     | 49:06   |
| chód na 20 km        | Rafał Augustyn        | 16.     | 1:25:26 |
| chód na 20 km        | Rafał Fedaczyński     | 23.     | 1:26:58 |
| chód na 20 km        | Jakub Jelonek         | 27.     | 1:27:35 |
| chód na 20 km        | Dawid Tomala          | 37.     | 1:29:21 |
| chód na 20 km        | Grzegorz Sudoł        | 54.     | 1:33:27 |
| chód na 50 km        | Rafał Sikora          | 17.     | 4:05:02 |

### Puchar Świata w Chodzie Sportowym 2012(Sarańsk)

#### Kobiety
Drużynowo 10 km juniorki: 14. miejsce (64 punkty)

Drużynowo 20 km: 10. miejsce (123 punkty)
| Konkurencja          | Zawodniczka        | Pozycja | Wynik   |
| -------------------- | ------------------ | ------- | ------- |
| chód na 10 km (jun.) | Karolina Wierus    | 31.     | 51:39   |
| chód na 10 km (jun.) | Marlena Chojecka   | 33.     | 51:46   |
| chód na 10 km (jun.) | Joanna Bemowska    | 35.     | 52:21   |
| chód na 20 km        | Paulina Buziak     | 31.     | 1:36:17 |
| chód na 20 km        | Agnieszka Szwarnóg | 36.     | 1:37:14 |
| chód na 20 km        | Katarzyna Kwoka    | 56.     | 1:40:35 |
| chód na 20 km        | Monika Kapera      | 66.     | 1:43:22 |
| chód na 20 km        | Agnieszka Dygacz   | DNF     |         |

#### Mężczyźni
Drużynowo 10 km juniorzy: 18. miejsce (87 punktów)

Drużynowo 20 km: 12. miejsce (135 punktów)

Drużynowo 50 km: Nie sklasyfikowani (ukończyło tylko 2 zawodników)
| Konkurencja          | Zawodnik          | Pozycja | Wynik   |
| -------------------- | ----------------- | ------- | ------- |
| chód na 10 km (jun.) | Łukasz Kostka     | 42.     | 46:00   |
| chód na 10 km (jun.) | Tomasz Dmowski    | 45.     | 46:07   |
| chód na 10 km (jun.) | Szymon Zieliński  | 56.     | 48:14   |
| chód na 20 km        | Rafał Fedaczyński | 15.     | 1:22:05 |
| chód na 20 km        | Jakub Jelonek     | 37.     | 1:24:18 |
| chód na 20 km        | Dawid Wolski      | 83.     | 1:31:17 |
| chód na 20 km        | Patryk Rogowski   | DNF     |         |
| chód na 20 km        | Dawid Tomala      | DNF     |         |
| chód na 50 km        | Rafał Augustyn    | 10.     | 3:49:53 |
| chód na 50 km        | Rafał Sikora      | 14.     | 3:51:43 |
| chód na 50 km        | Artur Brzozowski  | DNF     |         |
| chód na 50 km        | Łukasz Nowak      | DNF     |         |
| chód na 50 km        | Grzegorz Sudoł    | DNF     |         |

### Puchar Świata w Chodzie Sportowym 2014(Taicang)

#### Kobiety
Drużynowo 10 km juniorki: nie startowały

Drużynowo 20 km: 9. miejsce (109 punktów)
| Konkurencja   | Zawodniczka         | Pozycja | Wynik      |
| ------------- | ------------------- | ------- | ---------- |
| chód na 20 km | Agnieszka Dygacz    | 18.     | 1:28:58 NR |
| chód na 20 km | Katarzyna Burghardt | 44.     | 1:33:08    |
| chód na 20 km | Paulina Buziak      | 47.     | 1:33:50    |
| chód na 20 km | Monika Kapera       | 61.     | 1:36:22    |

#### Mężczyźni
Drużynowo 10 km juniorzy: nie startowali

Drużynowo 20 km: 14. miejsce (164 punkty)

Drużynowo 50 km: Nie sklasyfikowani (startowało tylko 2 zawodników)
| Konkurencja   | Zawodnik          | Pozycja | Wynik   |
| ------------- | ----------------- | ------- | ------- |
| chód na 20 km | Rafał Fedaczyński | 53.     | 1:23:41 |
| chód na 20 km | Łukasz Nowak      | 55.     | 1:23:48 |
| chód na 20 km | Rafał Augustyn    | 56.     | 1:23:53 |
| chód na 20 km | Grzegorz Sudoł    | 62.     | 1:24:29 |
| chód na 20 km | Rafał Sikora      | 76.     | 1:26:49 |
| chód na 50 km | Adrian Błocki     | DQ      |         |
| chód na 50 km | Damian Błocki     | DNF     |         |

## Objaśnienia
DNF – nie ukończył / nie ukończyła
DQ – zdyskwalifikowany / zdyskwalifikowana